# 陴威窠斗
陴威窠斗（ビイスト）は、田中宏の漫画作品に登場する架空の団体。別表記「BEAST」。
いずれも共通の世界観を持つ『BADBOYS』・『BADBOYS グレアー』・『女神の鬼』に登場する広島の暴走族である。

## 概要
虎鮫金次郎が旗揚げしたチームであり、それ以来、十代目を数える広島最大の暴走族である。
初代・金次郎の時代では統率の取れたチームであり、チームを乱すものは破門としている。
金次郎の死後、2～4代目では跡目争いによりまとまりの無いチームへとなってしまう。
五代目・内海鄭司の時代には初代以来のチームとしてのまとまりを見せる。
六、七代目・下畦勉の時代はに急激にメンバー数が増大。
八代目・段野秀典の時代に最盛期を迎え、陴威窠斗は広島の頂点に君臨している。

## 初代陴威窠斗
虎鮫金次郎が作り上げたチームであり、金次郎を信奉するメンバーたちの結束は固い。
主な敵対チームは初代極楽蝶、初代廣島連合。

### 初代メンバー
虎鮫 金次郎　（とらざめ きんじろう）
初代陴威窠斗総長
初代極楽蝶・岩田章とは、良きライバルであり、度々衝突はするも、お互いを尊重していた。
メンバーの雛石顕治らを破門するなど、チームの結束を重んじ、それを乱す者はメンバーであっても容赦せずに制裁を加えた。
雛石 顕治　（ひないし けんじ）
初代陴威窠斗メンバー、のちに破門。
牛山 玄造　（うしやま げんぞう）
初代陴威窠斗メンバー、のちに破門。
小野寺 慎　（おのでら　しん）
初代陴威窠斗メンバー、のちに破門。
虎鮫 茂　（とらざめ　しげる）
初代陴威窠斗メンバー、虎鮫金次郎の従兄弟。
脱退後、「FREYJA（フレイヤ）」へ移籍。
下畦 勉　（しもうね つとむ）
初代陴威窠斗メンバー　その後七代目までチームへ在籍する最も古株となる。
後、六代目陴威窠斗副総長　→　七代目陴威窠斗総長

## 二代目陴威窠斗
虎鮫金次郎 亡き後、陴威窠斗は解散の流れとなったが、行き場所を失った堂前正之介、青井直太朗、辰波遥、雨宮卓馬の4人にてチームを存続。

### 二代目メンバー
堂前 正之介（どうぜん しょうのすけ）
二代目陴威窠斗総長。虎鮫金次郎の妻、津紀子により亡き夫の言伝から総長就任を言い渡される。
青井 直太朗（あおい なおたろう）
正之介の一つ年下の親友。

## 三代目陴威窠斗
雨宮の死をきっかけに、辰波が強引に三代目を襲名。

### 三代目メンバー
辰波 遥（たつなみ はるか）
陴威窠斗三代目総長。正之介が二代目を襲名した頃から総長の座を狙い、暗躍する。
雨宮 卓馬（あまみや たくま）
辰波の親友。辰波を次期総長にするべく画策した後、事故で死亡。

## 四代目陴威窠斗
青井直太郎の罠にはめられ、警察から追われる身となった辰波 遥。堂前 正之助の意思を継ぎ、青井直太郎が四代目総長を継承するも、他のメンバーからは拒絶されてしまう。

### 四代目メンバー
青井 直太朗（あおい なおたろう）
四代目陴威窠斗総長
しかし内海、荒木、渥美が五代目総長に名乗りを上げ、跡目争いが激化し、一年に渡る内部抗争に発展する。
武器を持った辰波 遥を圧倒しており、実力はそれなりにある模様。
渥美 政成　（あつみ まさなり）
四代目陴威窠斗幹部
「数こそ全て」と恐怖によって派閥メンバーを増やしていく。忠誠の証としてメンバーの二の腕にカッターで『A』のマーク刻む。跡目争いで内海との衝突により顔面を原型を留めないほど粉砕され病院送りとなる。
荒木 建豪　（あらき けんごう）
四代目陴威窠斗幹部
メンバー同士を闘わせ強いメンバーを見極め派閥を拡大。数の渥美に力で対抗する。渥美を粉砕した内海の勢いを止めることができず、渥美同様顔面を砕かれ病院送りとなる。
内海 鄭司　（うつみ ていじ）
四代目陴威窠斗幹部
中学時代、那須一夫の誘いによりチームへ入る。二代目、三代目と初代陴威窠斗の威光は崩れ、更に廣島連合 四代目総長にライバルである五島が就任したことにより、四代目の青井 直太郎に発破をかけるも押し黙る四代目に見切りをつける。四代目を倒し自分が五代目となることを宣言し、陴威窠斗五代目総長の座を争う一年戦争に突入する。
後、五代目陴威窠斗総長
下畦 勉（しもうね つとむ）
内海の派閥にいながらも野心に目覚め、自ら五代目総長の座を狙うが失敗。内海からは見放されてしまい、渥美、荒木の一派に狙われる日々を過ごすことになる。しかし陴威窠斗総長への野心は薄れることは無く、着々と力を付けて行く。

## 五代目陴威窠斗
内海鄭司が総長に就任。
四代目時代、跡目争いでの三つ巴状態(内海鄭司・渥美政成・荒木建豪)が1年続いた後、内海が2人を撃砕。
主な敵対チームは四代目廣島連合、四代目極楽蝶

### 五代目メンバー
内海 鄭司 （うつみ ていじ）
五代目陴威窠斗総長
愛車は「ケンメリ（ヨンメリ）」。
雛石顕映の謀反による抗争「濁りの巣」事件にて命を落とす。
那須 一夫 （なす かずお）
五代目陴威窠斗副総長
愛車は「ハコスカ」。
内海の死後、引退。
雛石 顕映 （ひないし けんえい）
五代目陴威窠斗幹部。雛石顕治の弟。
愛車は「ケンメリ」。
金田 勝一（かねだ かついち）
五代目陴威窠斗メンバー。金田みつおの弟。
愛車は「マッハIII (H1)」。
近藤 裕二 （こんどう ゆうじ）
五代目陴威窠斗メンバー。
愛車は「Z400GP」。

## 六代目陴威窠斗
総長は那須一夫（KIPPO144話）。下畦勉が副総長に就任。
主な敵対チームは六代目極楽蝶、二代目廣島Night's(ナイツ)

### 六代目メンバー
那須 一夫（なす かずお）
六代目陴威窠斗総長
内海の死後引退したと思われたが、六代目就任への経緯は不明。
下畦 勉（しもうね つとむ）
六代目陴威窠斗副総長

## 七代目陴威窠斗
下畦勉が総長に就任。
下畦は初代陴威窠斗からの最古参でケンカは広島一の強さと言われたが、人望はなかった。
その後、(後の)八代目総長段野秀典と高間数俊による襲撃で、下畦は段野に敗れ引退する事となる。
主な敵対チームは二代目廣島Night's(ナイツ)

### 七代目メンバー
下畦 勉（しもうね つとむ）
七代目陴威窠斗総長。
六代目である那須一夫を倒し、陴威窠斗七代目総長に就任した。
鬼達が鎖国島へ消えた広島にあって広島最強と呼ばれるまでに成長した。これまで見てきたチームの反省点を改善し、メンバーたちのためのチーム作りを徹底した。メンバーは数百人規模にまで膨れ上がり陴威窠斗を広島最強のチームへと押し上げた。

## 八代目陴威窠斗
総長は段野秀典。主な敵対チームは八代目「極楽蝶」および四代目「廣島Night's」。のちに狂連合（広島狂連合）や廣島連合（僭称・廣島連合）と抗争を繰り広げる。
総長である段野は広島最強ともいわれ、系列チームを含めて約3,000人の巨大組織となる。
当時の主な傘下チームは、「鬼椅」「影戯会」「JACK」「光陰」「呪詛」「劫火會」「LOVERS」などがあり、これ以外にも多数の小規模チームを参加とし、県内の過半数を勢力下に置く。なお、前述の7チームは狂連合の台頭時に離反、続く廣島連合の登場時にも敵側に付き、以後は非友好的な関係にある。

### 八代目メンバー
段野 秀典 （だんの ひでのり）
陴威窠斗八代目総長。前総長の下畦をタイマンでねじ伏せ、力づくで代目を継承。
高間 数俊 （たかま かずとし）
八代目陴威窠斗幹部。

## 九代目陴威窠斗
総長は神橋龍三。主な敵対チームは初代「極羅神」。
引退を控えた八代目総長の段野に、当時チームに未加入だった神橋が頼み込んで、半ば強引にチームを継承した。八代目が大規模なマンモスチームであったのに対し、九代目は総勢7名という少数精鋭チーム。構成メンバーは総長の神橋自らが軟弱なメンバーを排除して選りすぐった猛者揃い。
「伝説の単車」の争奪戦が激化した時代の只中にあり、田坂・中原の2名の離反者を出しながらも、伝説の封印を成し遂げた。

### 九代目メンバー
神橋 龍三 （かんばし りゅうぞう）
陴威窠斗九代目総長。前総長の段野からチームを継承し、少数精鋭のチームとして九代目陴威窠斗を作り上げた。
当初は「伝説の単車」に全く興味を示さなかったが、伝説に魅せられた男たちの醜い争いを終わらす為、これを破壊すること決意し争奪戦の主導権を握る。八代目「極楽蝶」総長である桐木司から「伝説の単車」の後継者に指名されるが、段野や司そして初代廣島連合のメンバーと共に単車を解体封印し、伝説を巡る争いに終止符を打つことに成功する。その後は虎鮫金次郎の息子である虎鮫銀次郎に代目を譲り引退した。　
坂本 恭平 （さかもと きょうへい）
陴威窠斗九代目メンバー。
大久保 一（おおくぼ はじめ）
陴威窠斗九代目メンバー。
二階堂 剛（にかいどう ごう）
陴威窠斗九代目メンバー。
刈谷 二郎 （かりや じろう）
陴威窠斗九代目メンバー。
田坂 （たさか）
陴威窠斗九代目メンバー。「伝説の単車」に魅せられた男の一人。中原とともに単車の捜索に狂奔し、両名とも破門。後に嵜島昇喜郎に殺害されたと思われていたが、奇跡的に一命を取り留めていたことが判明した。
中原 亮 （なかはら とおる）
陴威窠斗九代目メンバー。「伝説の単車」に魅せられた男の一人。田坂とともに単車の捜索に狂奔し、両名とも破門。後に嵜島昇喜郎に殺害されたと思われていたが、奇跡的に一命を取り留めていたことが判明した。

## 十代目陴威窠斗
総長は虎鮫銀次郎。主な敵対チームは、「蛇道神」（連合結成前）および第二次廣島連合。
銀次郎の母・虎鮫津紀子と廣島連合総長の大友勝将の父・大友勝恋とが連れ子同士で再婚することとなり、双方の総長が義兄弟になった事を機に両チームは和解することになる。

### 十代目メンバー
虎鮫 銀次郎 （とらさめ ぎんじろう）
陴威窠斗十代目総長。初代総長の虎鮫金次郎の遺児。母が保管していた金次郎の特攻服（エンブレム入りの革ジャン）を見つけて陴威窠斗入りを目指し、前総長の神橋の引退後に十代目を継承した。元九代目メンバーの田坂と中原の襲撃を受けた際は、他の十代目メンバーが田坂と中原に圧倒される中、たった一人で田坂と中原を返り討ちにする。
村越の魂に乗っ取られた大友勝将にタイマンを挑み、父・金次郎が村越に挑んだ時の感覚を知り笑みを浮かべる。
江田 直也 （えだ なおや）
陴威窠斗十代目メンバー。チーム内でもNO.2の実力を誇り、陴威窠斗に加入する際には、手土産として二代目「極羅神」（初代の残党）を単身で壊滅させている。顔の傷は、先代メンバーで後に破門された中原によってつけられたもの。
黒崎 （くろさき）
陴威窠斗十代目メンバー。廣島連合「蛇道神」頭の柳正行とは昔からの親友。愛車は黒く塗装されたZ2。
猿藤 （さるとう）
陴威窠斗十代目メンバー。虎鮫銀次郎の幼馴染。名前の通り顔が猿に似ている。
クチビルが変な色の奴　（くちびるがへんないろのやつ）
陴威窠斗十代目メンバー。虎鮫銀次郎の幼馴染。本名が登場しない。
小山 （こやま）
陴威窠斗十代目メンバー。チーム随一の巨体で怪力。宮本勘二郎とは同じ中学出身で先輩後輩の関係。
宮本 勘二郎 （みやもと かんじろう）
陴威窠斗十代目メンバー。小山とは同じ中学出身の後輩に当たる。ヤリチンの為、先輩の小山に叱責され衝突することが多い。左右の二の腕に陴威窠斗シンボルマークのタトゥーを入れている。